# Покори Воробьёвы горы!
Покори́ Воробьёвы го́ры! — ежегодное соревнование (олимпиада) в России по ряду предметов для учащихся старших классов школ, организуемое Московским государственным университетом (МГУ) и изданием «Московский комсомолец». Воробьёвы (в 1930-е — 1990-е гг. также Ленинские) горы — наименование местности в Москве, где расположены здания МГУ. 

## История
Начиная с 2005 года Московский государственный университет и издание «Московский комсомолец» проводят совместную молодежную олимпиаду «Покори Воробьёвы горы!». Участие в международном образовательном конкурсе могут принять школьники 9-11 классов, являющиеся гражданами Российской Федерации, иностранными гражданами или лицами без гражданства. Прежде всего проект «Покори Воробьёвы горы!» рассчитан на учащихся выпускных классов, он даёт возможность участия всем школьникам из любого уголка России. 
У всех участников конкурсных испытаний одна цель — поступить в МГУ. На данный момент олимпиада «Покори Воробьёвы горы!» открыла путь в МГУ для нескольких тысяч талантливых ребят. 
Олимпиада проводится раздельно для школьников 11 классов и 9-10 классов. Для участия в «Покори Воробьёвы горы!» надо ознакомиться с правилами и заполнить анкету. После оформления заявки, необходимо следить за публикациями конкурсных заданий олимпиады на сайте «Московского комсомольца» или в газете. Задания разрабатываются профильными факультетами МГУ. Решенные задачи, как и анкету участника, можно отправить по почте обычным письмом. 
2005 год стал первым годом проведения олимпиады, в финал вышли около 100 человек, 79 стали студентами МГУ. Проект вызвал огромный резонанс среди школьников. Участники: ученики 11 классов школ. 
В 2006-м в олимпиаде приняли участие 9887 школьников, более 300 человек были приглашены на очный тур, 183 школьника стали студентами МГУ. В 2007-м диплом олимпиады получили 225 человек, также с этого года стало возможным участие учеников 9-10 классов. В 2008 году количество участников выросло до 11000 человек, 302 школьника стали студентами Московского университета. В 2009-м г. победителям и призёрам олимпиады было выдано 483 диплома, почти 400 из «покоривших Воробьёвы горы» были зачислены в МГУ, остальные поступили в другие вузы страны.
С тех пор олимпиада стала традиционной.

## Порядок проведения
Олимпиада проводится в два тура: очный и заочный.

### Заочный тур
В сентябре на сайте газеты Московский комсомолец открывается регистрация участников. Школьникам предлагается заполнить анкету для участия в олимпиаде. Регистрация является обязательной процедурой. Позже (октябрь) публикуются задания заочного тура по всем предметам. Участникам олимпиады предоставляется время до конца января для выполнения заданий заочного тура. После этого некоторое время (около месяца) работы, предложенные участниками, рассматриваются в МГУ — и после проверки на сайте газеты «Московский комсомолец», выставления технических баллов и приёма апелляций публикуются списки прошедших во второй тур.

### Очный тур
Участники, успешно выполнившие задания заочного тура, приглашаются на очный тур. Очный тур, как правило, проводится в нескольких (5-6) городах России, причём в разные дни, и задания в разных городах значительно различаются. Участникам олимпиады оплачивается проезд до ближайшего города проведения очного тура, предоставляется жильё и трёхразовое питание на время проведения олимпиады, т.е. участие не требует никаких расходов, что даёт возможность участвовать в ней абсолютно любым школьникам.
Результаты очного тура становятся известны в мае, успешно выполнившим задания вручаются дипломы I, II и III степеней.

## Предметы
- Биология (с 2021 года не проводится)
- География
- Журналистика
- Иностранные языки (английский, французский, немецкий)
- История
- Литература
- Математика
- Обществознание
- Физика